# Národní jednota pošumavská

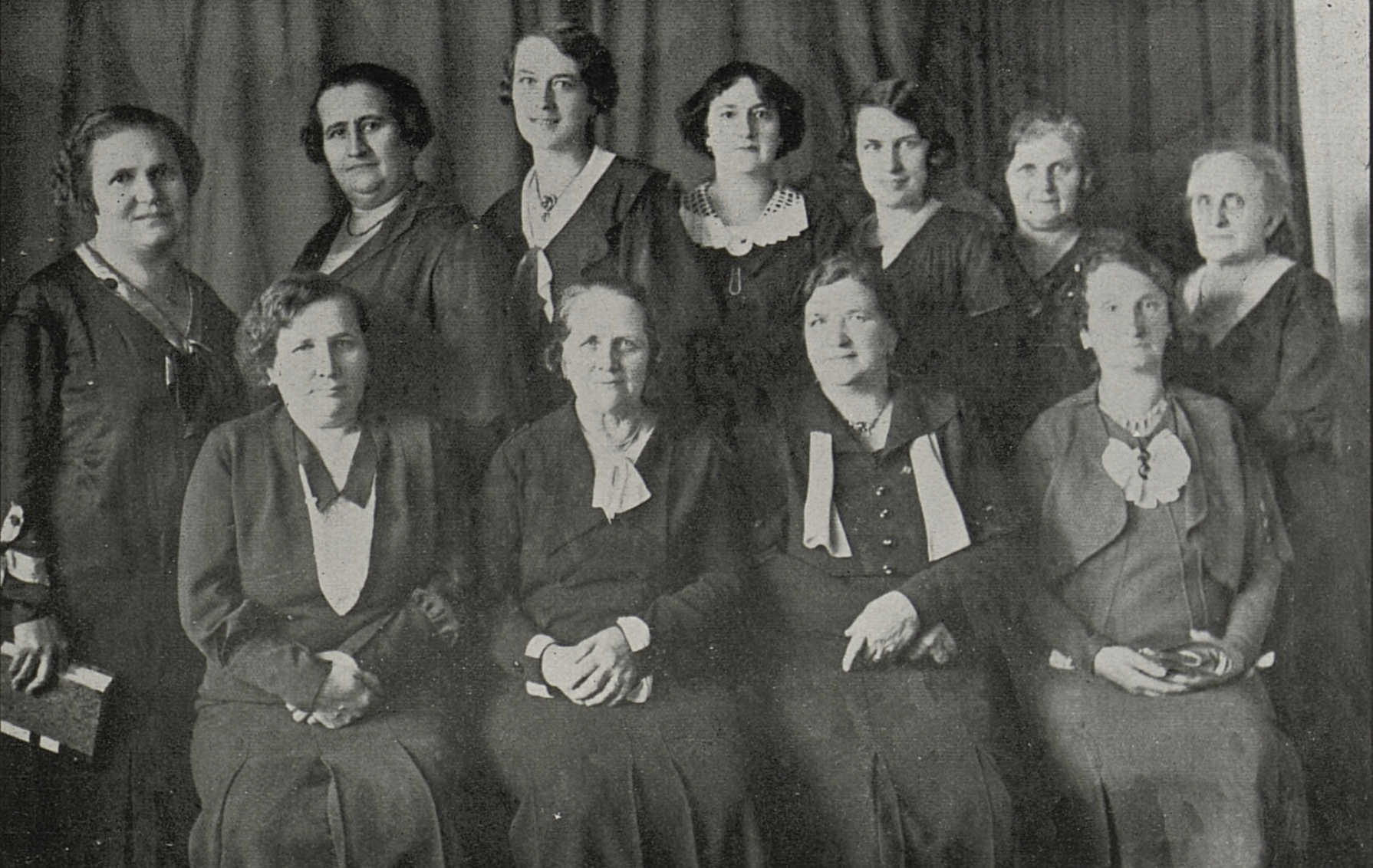
Dámský odbor Národní jednoty pošumavské v Polné (asi roku 1934)

Národní jednota pošumavská (NJP) byla celozemským obranným spolkem pro národní, kulturní a hospodářské povznesení českého obyvatelstva v poněmčených krajích. Byla založena jako reakce na vznik německého svazu Deutscher Böhmerwaldbund, který byl ustanoven v roce 1883 v Českých Budějovicích. Proto došlo 21. června 1884 v Praze k založení Národní jednoty pošumavské, jež měla fungovat coby jeho protiváha. Delegáti ustanovili první ústřední výbor, jehož starostou byl zvolen profesor pražského malostranského gymnázia dr. František Houdek. Jeho náměstkem se stal úředník Josef Kanda, rovněž z Prahy.
Podle stanov z roku 1884 patřila k hlavním úkolům NJP péče o národní, kulturní a hmotné zvelebování Českého království cestou povznášení rolnictví, řemesel, průmyslu a obchodu zejména v západní, jižní a jihovýchodní oblasti Čech. Jednota působila v budějovickém, píseckém, plzeňském a táborském kraji, a sice v okresech České Budějovice, Český Krumlov, Domažlice, Havlíčkův Brod, Horšovský Týn, Jindřichův Hradec, Kaplice, Klatovy, Kralovice, Planá, Plzeň, Podbořany, Prachatice, Stříbro, Sušice, Tachov, Třeboň a Žlutice. Celková rozloha oblasti její působnosti činila 11 824 km2.
Plzeňský odbor NJP byl založen 28. července 1884. Ve výboru nové jednoty byly osobnosti plzeňského národního a kulturního života. Prvním předsedou byl starosta Plzně Josef Krofta, jednatelem Tomáš Cimrhanzl, pokladníkem lékárník Alois Formánek, dalšími členy výboru byli Václav Peták a František Schwarz. Náhradníky byli Josef Čipera a ředitel František Procházka. Spolek věnoval pozornost oblasti severozápadně od Stříbra. Ale též vesnicím Sulislavi a Vranovu i městům Nýřanům a Dobřanům od Stříbra východně.
Českobudějovický odbor NJP byl ustaven 31. srpna 1884 z podnětu advokáta a politika Augusta Zátky a ředitele zdejšího dívčího lycea Františka Tůmy. Jeho prvním předsedou se stal Jan Pýcha. Soustředil se zejména na zakládání a podporu českých škol v okrese České Budějovice a vytváření sítě veřejných knihoven a čítáren. Snažil se rovněž prosazovat české zástupce do samospráv obcí s převahou německého obyvatelstva a organizovat přednáškovou, osvětovou a sociálně podpůrnou činnost. Významně se také podílel na zakládání poboček v jihočeském pohraničí, především na Kaplicku, Českokrumlovsku a Novohradsku.